# Rivière Senneterre
Rivière Senneterre är ett vattendrag i Kanada.   Det ligger i provinsen Québec, i den sydöstra delen av landet, 300 km norr om huvudstaden Ottawa.
I omgivningarna runt Rivière Senneterre växer i huvudsak blandskog. Runt Rivière Senneterre är det ganska glesbefolkat, med 28 invånare per kvadratkilometer.